# ピーター・アデルとゲイリー・ゲルド
ピーター・アデルとゲイリー・ゲルドは、アメリカ合衆国のソングライターコンビ。ブライアン・ハイランドやレターメンの「涙のくちづけ」、カーペンターズ「ハーティング・イーチ・アザー」などで知られる。また、ミュージカル作品の制作にも多く携わった。

## ピーター・アデル
1929年生まれ。コンビを組む前から作詞家として活動。
「ウデル」「ユデル」「ユーデル」などと表記されることがあるが、実際の発音は「アデル（ʌ́dəl）」である。

## ゲイリー・ゲルド
1935年10月18日、ニュージャージー州パターソン生まれ、ジュリアード音楽院卒業。

## 解説
1959年頃、Geld-Udell Music Corporationを設立。ジャッキー・ウィルソンらに楽曲を提供する。
1960年にFour Voicesに書いた「涙のくちづけ」が、1962年にブライアン・ハイランドの歌声で大ヒットし、名声を得る。コンビはハイランドの楽曲を多く制作した。「涙のくちづけ」以上のヒットは生まれなかったが、1965年にゲイリー・ルイス&ザ・プレイボーイズが「君のハートは僕のもの（Save Your Heart For Me）」（編曲：レオン・ラッセル）をカバーヒットさせる。
1972年には、カーペンターズがアルバム「ア・ソング・フォー・ユー」で「ハーティング・イーチ・アザー」をカバーした。オリジナルは1965年に競作（ジミー・クラントン・Chad Allan& the Expressions）されたが、カーペンターズが参考にしたのはニック・デカロが編曲した1969年のルビー・アンド・ザ・ロマンティクスバージョン。
グラミー賞には数回ノミネートしている。
- 「最優秀ミュージカル・ショー・アルバム賞」第13回グラミー賞（1970年度）「Purlie（英語版）」
- 「最優秀ミュージカル・ショー・アルバム賞」第18回グラミー賞（1975年度）「Shenandoah (musical)（英語版）」